# Eduard Löwen
Eduard Löwen est un footballeur allemand, né le 28 janvier 1997 à Idar-Oberstein. Il joue au poste de milieu défensif à St. Louis City en MLS.

## Biographie
Le 5 janvier 2020, il est prêté pour une saison et demie avec option d'achat au FC Augsbourg.
Le 25 février 2023, il fait ses débuts en Major League Soccer contre l'Austin FC. C'est également la première victoire en MLS de l'histoire du club,. Saint-Louis est seulement la deuxième franchise de l’histoire de la ligue à remporter ses trois premiers matchs, rejoignant les Sounders de Seattle.